# Пети, Филипп
Филипп Пети (фр. Philippe Petit [fi’lip pə’ti]; род. 13 августа 1949, Немур, Сена и Марна, Франция) — французский уличный канатоходец, известный своими зрелищными выступлениями на высоте, получивший всемирную известность после его прохода утром 7 августа 1974 года по канату, натянутому между Северной и Южной башнями-близнецами Всемирного торгового центра в Нью-Йорке.
Для выполнения своего шоу на высоте больше 415 метров над землёй артист заказал и использовал трос массой более 200 кг и уникальный балансировочный шест длиной около 8 метров и массой 25 килограммов. Филипп находился на канате 45 минут, во время которых он восемь раз прошёлся туда и обратно. Как потом вспоминала его девушка Анни: 
«Как будто шёл по облаку. Было столько поразительных моментов, когда он садился или ложился на трос. Все вокруг меня были очарованы видом Филиппа, лежащего на высоте 450 метров. Был момент, когда он опустился на колено и помахал рукой. Кажется, я закричала „Смотрите, смотрите!“. Многие вокруг не сразу разглядели происходящее».
 Сразу после исполнения Филипп был арестован полицией, но все обвинения судом были сняты в обмен на бесплатное представление для детей в Центральном парке Нью-Йорка.
Башни-близнецы Всемирного торгового центра в Нью-Йорке были разрушены в результате террористической атаки 11 сентября 2001 года, унёсшей жизни более 2700 человек. Пети с большой болью отреагировал на эту трагедию и призвал построить их заново: «Когда две башни снова будут щекотать небо, я обещаю еще раз пройти между ними, выражая коллективный голос всех строителей. Это будет наша воздушная песня победы!»

## Награды
В 2004 году ему была присвоена Межконфессиональная премия Джеймса Паркса Мортона.

## Детство и начало карьеры
Филипп родился во французском городе Немур. Отец Филиппа был военным лётчиком. В раннем возрасте мальчик заинтересовался иллюзией и жонглированием. Первые шаги на канате Филипп сделал в 16 лет. Отец не сразу одобрил решение сына. Со временем, испробовав все известные трюки, он начал придумывать собственные.
Такой фанатизм, правда, сказался на учёбе, которую парень давно забросил, умудрившись вылететь из пяти различных школ. В 18 лет же, по словам Пети, он впервые узнал о строительстве в Нью-Йорке Башен-близнецов. Он увидел их изображение в одном из журналов в очереди к зубному врачу.
В статье говорилось, что когда-то эти здания станут самыми высокими в мире. Так у юного Пети появилась заветная мечта, на воплощение которой ушло восемь лет.

## Фильмография
В 2008 году вышел фильм Человек на канате — английский документальный фильм 2008 года режиссёра Джеймса Марша, рассказывающий о трюке, совершённом Филиппом Пети в 1974 году.
В 2015 году вышел фильм Прогулка — американский биографический фильм о Филиппе Пети, поставленный режиссёром Робертом Земекисом. Роль Филиппа Пети, сыграл американский актер Джозеф Гордон-Левитт. В центре сюжета — предпринятый французом в 1974 году проход по канату, натянутому между Башнями-близнецами Всемирного торгового центра. Сценарий написан Земекисом в соавторстве с Кристофером Брауном и основан на книге Пети «Достать до облаков». В североамериканский прокат фильм вышел 29 сентября 2015 года.